# Le Meix
Le Meix är en kommun i departementet Côte-d'Or i regionen Bourgogne-Franche-Comté i östra Frankrike. Kommunen ligger i kantonen Grancey-le-Château-Neuvelle som tillhör arrondissementet Dijon. År 2022 hade Le Meix 43 invånare.

## Befolkningsutveckling
Antalet invånare i kommunen Le Meix
Referens:INSEE